# Leșmir, Sălaj
Leșmir (în maghiară Lecsmér) este un sat în comuna Marca din județul Sălaj, Transilvania, România.
Are o populație de 474 locuitori (în 2002), din care 79 români, 373 maghiari și 23 romi.
Localitatea are direcția generală de la nord spre sud, formată dintr-o stradă principală și trei străzi secundare.
Toponimicul poate fi legat de o fostă cetate medievală, aflată pe dealul din sudul localității, cetate de unde localnicii si luptatorii acestor meleaguri au urmărit invaziile trupelor de tătari în secolul al XII-lea.
Satul inițial se afla în apropierea cetății, la sud-est de localitatea actuală.